# Sezon snookerowy 1995/1996
Poniższa tabela przedstawia wyniki finałów najważniejszych turniejów snookerowych rozgrywanych w sezonie 1995/96.
| Data            | Turniej                               | Miejsce rozgrywek         | Zwycięzca         | Drugie miejsce    | Wynik |
| --------------- | ------------------------------------- | ------------------------- | ----------------- | ----------------- | ----- |
| Wrz 19 – Wrz 24 | Regal Scottish Masters                | Motherwell (Szkocja)      | Stephen Hendry    | Peter Ebdon       | 9–5   |
| Wrz 30 – Paź 7  | Singha Thailand Classic               | Bangkok, Tajlandia        | John Parrott      | Nigel Bond        | 9–6   |
| Paź 16 – Paź 29 | New Skoda Grand Prix                  | Bournemouth (Anglia)      | Stephen Hendry    | John Higgins      | 9–5   |
| Paź 30 – Lis 5  | Rothmans Grand Prix                   | Marsascala (Malta)        | Peter Ebdon       | John Higgins      | 7–4   |
| Lis 6 – Lis 14  | Benson and Hedges Championship        | Edynburg, Szkocja         | Matthew Stevens   | Paul McPhillips   | 9–3   |
| Lis 17 – Gru 3  | Royal Liver Assurance UK Championship | Preston (Anglia)          | Stephen Hendry    | Peter Ebdon       | 10–3  |
| Gru 3 – Gru 10  | German Open                           | Frankfurt (Niemcy)        | John Higgins      | Ken Doherty       | 9–3   |
| Sty 3 – Sty 7   | Liverpool Victoria Charity Challenge  | Birmingham (Anglia)       | Ronnie O’Sullivan | John Higgins      | 9–6   |
| Sty 27 – Lut 3  | Regal Welsh Open                      | Newport (Walia)           | Mark Williams     | John Parrott      | 9–3   |
| Lut 4 – Lut 11  | Benson and Hedges Masters             | Wembley (Anglia)          | Stephen Hendry    | Ronnie O’Sullivan | 10–5  |
| Lut 17 – Lut 24 | Sweater Shop International Open       | Swindon (Anglia)          | John Higgins      | Rod Lawler        | 9–3   |
| Lut 25 – Mar 3  | European Open                         | Valletta (Malta)          | John Parrott      | Peter Ebdon       | 9–7   |
| Mar 11 – Mar 17 | Singha Thailand Open                  | Bangkok (Tajlandia)       | Alan McManus      | Ken Doherty       | 9–8   |
| Mar 26 – Mar 31 | Benson and Hedges Irish Masters       | Dublin (Irlandia)         | Darren Morgan     | Steve Davis       | 9–8   |
| Kwi 1 – Kwi 8   | Castella Classic British Open         | Plymouth (Anglia)         | Nigel Bond        | John Higgins      | 9–8   |
| Kwi 19 – Maj 5  | Mistrzostwa świata                    | Sheffield (Anglia)        | Stephen Hendry    | Peter Ebdon       | 18–12 |
| Cały sezon      | Dr Martens European League            | Irthlingborough, (Anglia) | Ken Doherty       | Steve Davis       | 10–5  |